# Ilaria Sanguineti
Ilaria Sanguineti (San Remo, 15 april 1994) is een Italiaans wegwielrenster  die sinds 2023 voor het Amerikaanse Lidl-Trek rijdt. Hiervoor reed ze vier jaar voor BePink en vijf jaar voor Valcar-Travel & Service. Sanguineti won in 2015 de eerste etappe en tevens het jongeren- en eindklassement van de Ronde van Bretagne. In 2022 won ze Dwars door het Hageland.

## Palmares
2015
1e etappe Ronde van Bretagne
Eind- en jongerenklassement Ronde van Bretagne
 Europees kampioenschap op de weg, beloften
2016
4e etappe Ronde van Bretagne
2017
1e etappe Setmana Ciclista Valenciana, ploegentijdrit
2018
Puntenklassement Madrid Challenge
2022
Dwars door het Hageland

### Uitslagen in voornaamste wedstrijden
| Jaar | Gent-Wevelgem | Ronde van Vlaanderen | Parijs-Roubaix | Amstel Gold Race | Omloop Het Nieuwsblad | Ronde van Drenthe | GP della Liberazione |
| ---- | ------------- | -------------------- | -------------- | ---------------- | --------------------- | ----------------- | -------------------- |
| 2013 |               | opgave               |                |                  |                       |                   |                      |
| 2014 |               |                      |                |                  |                       |                   |                      |
| 2015 |               |                      |                |                  | opgave                |                   |                      |
| 2016 | 89e           | 103e                 |                |                  | 78e                   | opgave            | 7e                   |
| 2017 | 87e           | 77e                  |                | 71e              | 69e                   |                   | 10e                  |
| 2018 | opgave        | opgave               |                | 89e              | 48e                   | opgave            |                      |
| 2019 | 101e          | opgave               |                | opgave           | 86e                   | opgave            |                      |
| 2020 | 15e           | 21e                  |                |                  | 64e                   |                   |                      |
| 2021 | 83e           | 105e                 | buit.tijd      |                  | 84e                   | 31e               |                      |
| 2022 | 78e           | 52e                  | buit.tijd      |                  | 117e                  | 81e               | 9e                   |
| 2023 | opgave        | opgave               | 101e           | opgave           | 98e                   | 16e               |                      |
| 2024 |               |                      | 70e            |                  | 84e                   | opgave            |                      |
| 2025 |               |                      |                |                  | 116e                  |                   |                      |

## Ploegen

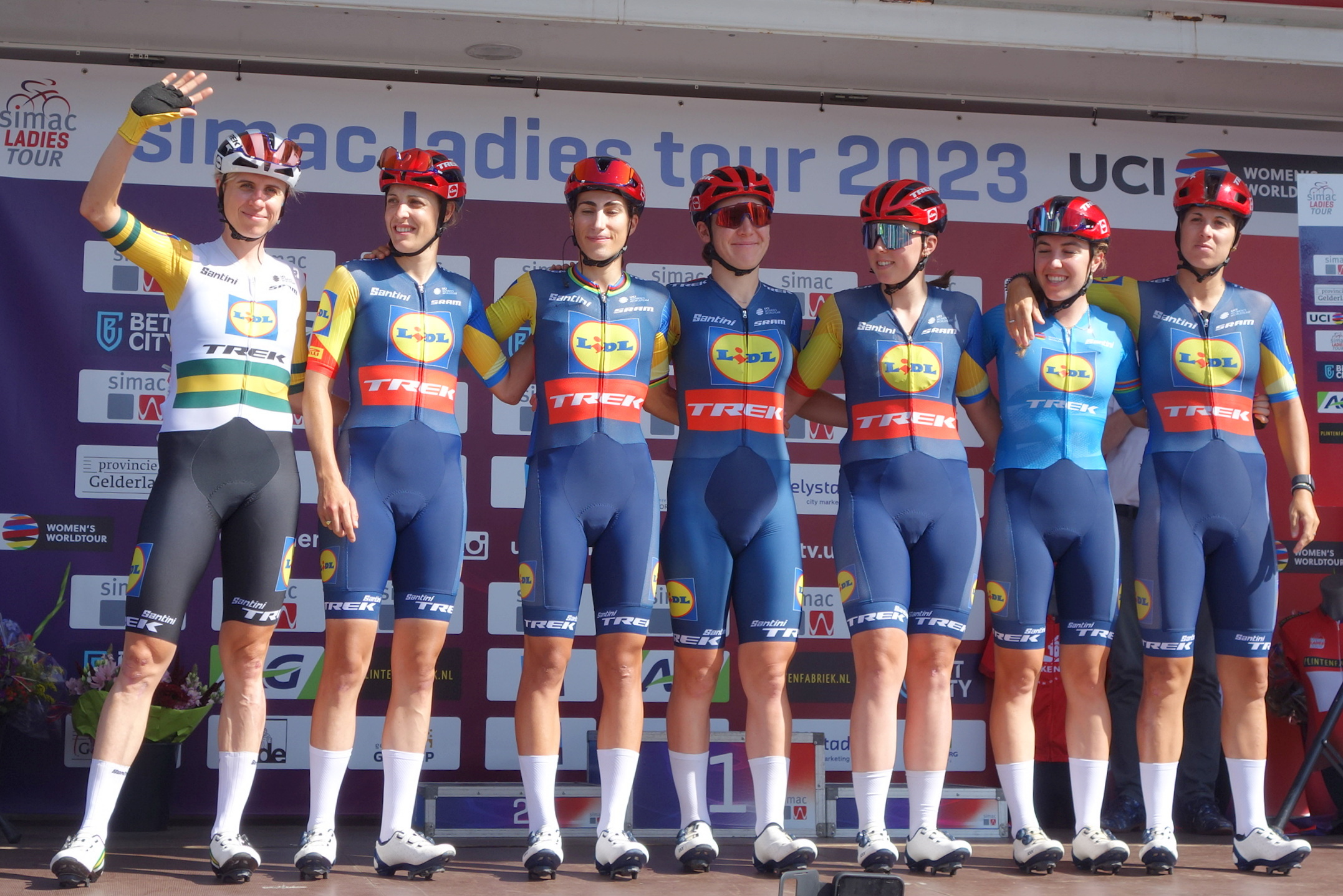
Sanguineti (r) met Lidl-Trek in 2023.

- 2013 –  BePink
- 2015 –  BePink-La Classica
- 2016 –  BePink
- 2017 –  BePink-Cogeas
- 2018 –  Valcar PBM
- 2019 –  Valcar-Cylance
- 2020 –  Valcar-Travel & Service
- 2021 –  Valcar-Travel & Service
- 2022 –  Valcar-Travel & Service
- 2023 –  Lidl-Trek
- 2024 –  Lidl-Trek
- 2025 –  Lidl-Trek

Bäckstedt · Balsamo · Brand · Chapman · Deignan · Hanson · Klein · Knibb (vanaf 1/6) · Longo Borghini · Realini · Sanguineti · Spratt · van Anrooij · van Dijk (zwangerschapsverlof) · Wiles (tot 14/7)
van Anrooij · Bäckstedt · Balsamo · Brand · Chapman · Copponi · Deignan · van Dijk · Hanson · A. Holmgren · I. Holmgren · Klein · Longo Borghini · Moors · Realini · Sanguineti · Sharp · Spratt · Wilson-Haffenden
van Anrooij · Balsamo · Bjerg · Brand · Copponi · Deignan · van Dijk · Fisher-Black · Hanson · Henderson · A. Holmgren · I. Holmgren · Markus · Moors · Realini · Sanguineti · Sharp · Spratt · Wilson-Haffenden